# Budki (powiat przasnyski)

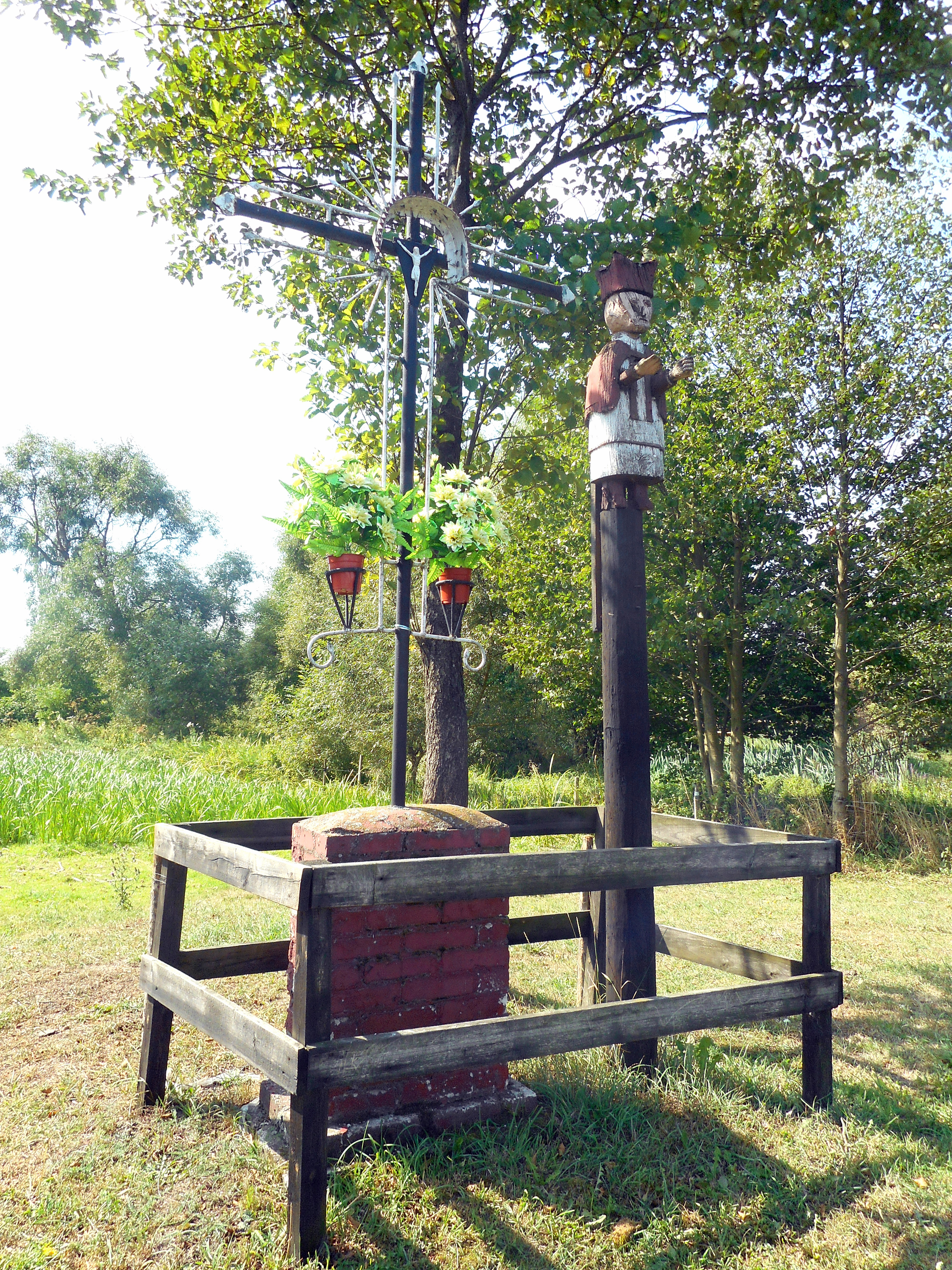
Figura św. Jana Nepomucena (XIX wiek) i krzyż w Budkach

Budki – wieś sołecka w Polsce położona w województwie mazowieckim, w powiecie przasnyskim, w gminie Chorzele.

## Historia
Wieś należała do dzierżawy Przasnysz w 1617 roku. W latach 1975–1998 miejscowość należała administracyjnie do województwa ostrołęckiego.
Wierni Kościoła rzymskokatolickiego należą do parafii św. Mikołaja w Chorzelach.
We wsi znajduje się figura św. Jana Nepomucena. Reprezentuje typ Nepomuków charakterystyczny dla zachodniej Kurpiowszczyzny: przedstawienia ludowe ciosane z drewna w postaci statycznej figury ustawionej na wysokim słupie (Olszewka, Połoń, Małowidz, dawniej także Żelazna).